# Censo de los Estados Unidos de 2000
El vigésimo segundo censo de Estados Unidos determinó que la población residente en los Estados Unidos de América al 1 de abril de 2000, era de 281 421 906 personas. Este censo mostró un incremento del 13.2 % respecto a las 248 709 873 personas registradas durante el censo del año 1990.
La población residente de EE. UU. incluye a los habitantes de los 50 estados y del Distrito de Columbia. También fueron contados los residentes del estado libre asociado de Puerto Rico, cuya población resultó ser de 3 808 610 personas, (un aumento del 8.1 % respecto a la década anterior).

## Idiomas
La Asociación de Lenguaje Moderno se encarga de investigar y detallar información sobre los 36 idiomas y siete grupos de lenguas menos comunes. El idioma predominante es el inglés, ya que predomina en el 82.12 % de la población total. 
El 17.88 % restante se divide de la siguiente manera (solo se señalan los idiomas que contribuyen más de un 1 %):
1. Español o lenguajes criollos basados en el español (59.8 %).
2. Francés o lenguajes criollos basados en el francés (4.47 %).
3. Chino (4.31 %).
4. Alemán (2.59 %).
5. Tagalo (2.61 %).
6. Vietnamita (2.15 %).
7. Italiano (2.15 %).
8. Coreano (1.90 %).
9. Ruso (1.50 %).
10. Polaco (1.42 %).
11. Árabe (1.31 %).
12. Portugués o lenguajes criollos basados en el portugués (1.20 %).
13. Japonés (1.02 %).

## Representación gubernamental
Desde el primer censo, realizado en 1790, el conteo docenal ha sido la base para conformar la forma de gobierno representativo de Estados Unidos. El Artículo I, Sección II, específica que "el número de representantes no puede exceder de uno por cada 30 000 habitantes, y cada estado debe tener al menos un representante".

## Estados por población

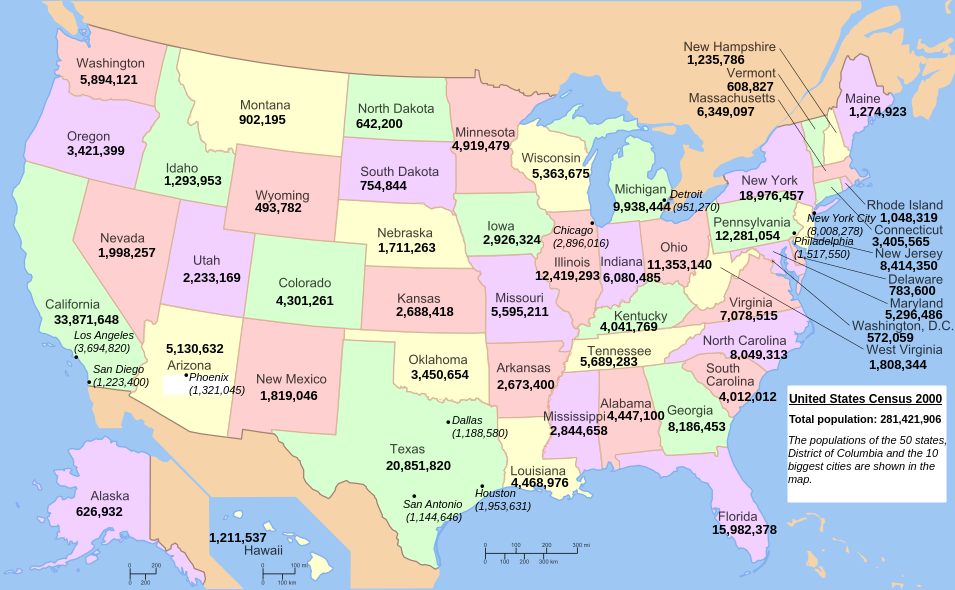
Mapa de la población de Estados Unidos en el censo del año 2000, con la población de los 50 estados, el Distrito de Columbia y las 10 ciudades más grandes.

El estado más poblado era California, con 33 871 648 habitantes, y el menos poblado era Wyoming, con 493 782 habitantes. El estado que más creció en número de habitantes desde el censo anterior (1990) fue California, con 4 111 627, y porcentualmente fue Nevada, con un incremento del 66.3 % (769 424 habitantes).
| Puesto | Estado             | Población en 2000 | Población en 1990 | Variación  | Variación porcentual |
| ------ | ------------------ | ----------------- | ----------------- | ---------- | -------------------- |
| 1      | California         | 33 871 648        | 29 760 021        | 4 111 627  | 13.8 %               |
| 2      | Texas              | 20 851 820        | 16 986 510        | 3 865 510  | 22.8 %               |
| 3      | Nueva York         | 18 976 457        | 17 990 455        | 986 002    | 5.5 %                |
| 4      | Florida            | 15 982 378        | 12 937 926        | 3 044 452  | 23.5 %               |
| 5      | Illinois           | 12 419 293        | 11 430 602        | 988 691    | 8.6 %                |
| 6      | Pensilvania        | 12 281 054        | 11 881 643        | 399 411    | 3.4 %                |
| 7      | Ohio               | 11 353 140        | 10 847 115        | 506 025    | 4.7 %                |
| 8      | Míchigan           | 9 938 444         | 9 295 297         | 643 147    | 6.9 %                |
| 9      | Nueva Jersey       | 8 414 350         | 7 730 188         | 684 162    | 8.9 %                |
| 10     | Georgia            | 8 186 453         | 6 478 216         | 1 708 237  | 26.4 %               |
| 11     | Carolina del Norte | 8 049 313         | 6 628 637         | 1 420 676  | 21.4 %               |
| 12     | Virginia           | 7 078 515         | 6 187 358         | 891 157    | 14.4 %               |
| 13     | Massachusetts      | 6 349 097         | 6 016 425         | 332 672    | 5.5 %                |
| 14     | Indiana            | 6 080 485         | 5 544 159         | 536 326    | 9.7 %                |
| 15     | Washington         | 5 894 121         | 4 866 692         | 1 027 429  | 21.1 %               |
| 16     | Tennessee          | 5 689 283         | 4 877 185         | 812 098    | 16.7 %               |
| 17     | Misuri             | 5 595 211         | 5 117 073         | 478 138    | 9.3 %                |
| 18     | Wisconsin          | 5 363 675         | 4 891 769         | 471 906    | 9.6 %                |
| 19     | Maryland           | 5 296 486         | 4 781 468         | 515 018    | 10.8 %               |
| 20     | Arizona            | 5 130 632         | 3 665 228         | 1 465 404  | 40,0%                |
| 21     | Minnesota          | 4 919 479         | 4 375 099         | 544 380    | 12.4 %               |
| 22     | Luisiana           | 4 468 976         | 4 219 973         | 249 003    | 5.9 %                |
| 23     | Alabama            | 4 447 100         | 4 040 587         | 406 513    | 10.1 %               |
| 24     | Colorado           | 4 301 261         | 3 294 394         | 1 006 867  | 30.6 %               |
| 25     | Kentucky           | 4 041 769         | 3 685 296         | 356 473    | 9.7 %                |
| 26     | Carolina del Sur   | 4 012 012         | 3 486 703         | 525 309    | 15.1 %               |
| 27     | Oklahoma           | 3 145 585         | 3 450 654         | 305 069    | 9.7 %                |
| 28     | Oregón             | 3 421 399         | 2 842 321         | 579 078    | 20.4 %               |
| 29     | Connecticut        | 3 405 565         | 3 287 116         | 118 449    | 3.6 %                |
| 30     | Iowa               | 2 926 324         | 2 776 755         | 149 569    | 5.4 %                |
|        | Estados Unidos     | 281 421 906       | 248 709 873       | 32 712 033 | 13.2 %               |